# Vincent Lübeck

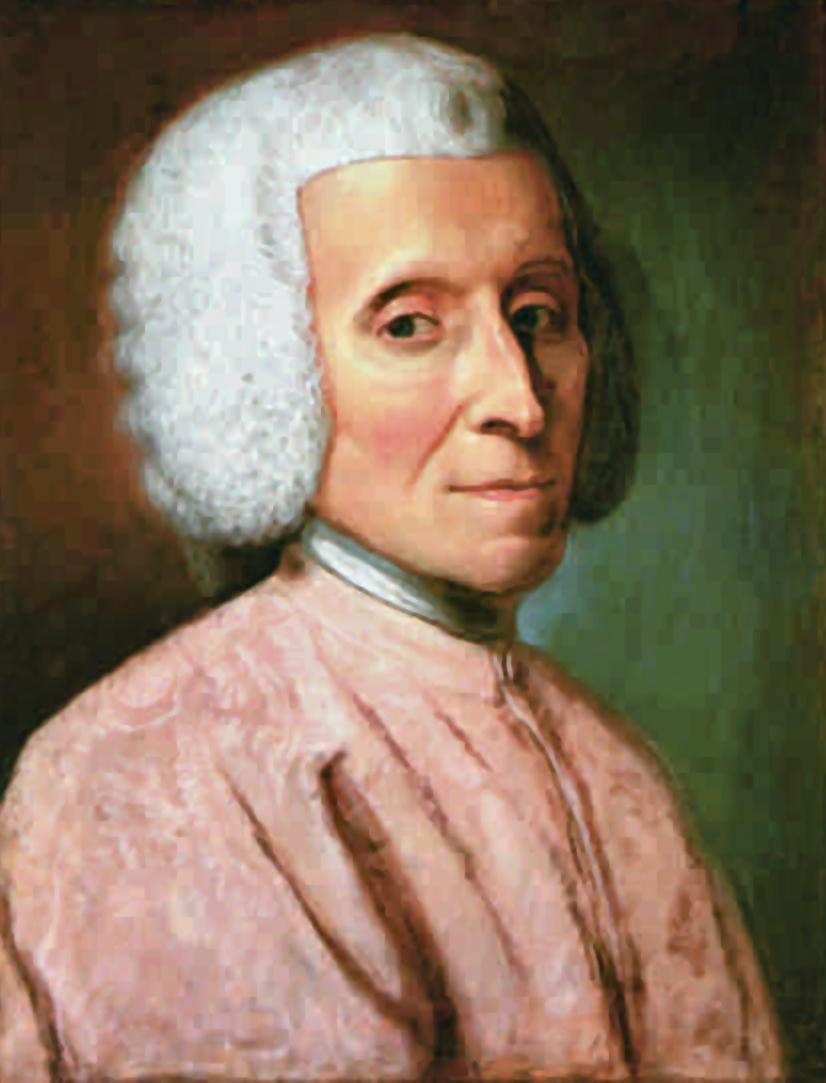
Vincent Lübeck

Vincent Lübeck (* September 1654 in Padingbüttel; † 9. Februar 1740 in Hamburg) war ein deutscher Komponist des Barock. Das Werk Lübecks ist stilistisch verwandt mit dem Werk von Dieterich Buxtehude und gehört zur Norddeutschen Orgelschule. Lübeck komponierte Kantaten und Werke für Orgel und Cembalo.

## Leben
Lübecks Vater, der ebenfalls den Namen Vincent trug, war Organist in Norddeutschland. Er gab seinen Sohn zur Lehre nach Flensburg, wo Lübeck unter anderem bei Caspar Förckelrath und mit Andreas Kneller das Orgelspiel erlernte.

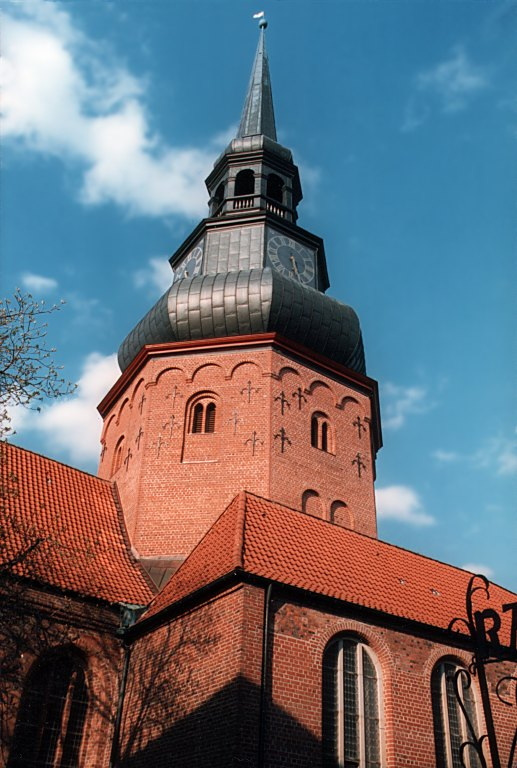
St.-Cosmae-Kirche in Stade

1674 wurde er Organist der St.-Cosmae-Kirche in Stade, wo heute ein Gymnasium nach ihm benannt ist, und heiratete Susanne Becker. Seit 1673 besaß St. Cosmae eine Orgel des berühmten Orgelbauers Arp Schnitger, mit dem Lübeck eine lebenslange Freundschaft verband. In Stade erwarb Lübeck eine hohe Reputation als Organist, Komponist und Lehrer, weshalb er 1702 an die Nikolaikirche nach Hamburg berufen wurde. Dort stand ihm Schnitgers größte Orgel zur Verfügung, eine der bedeutendsten und schönsten Orgeln der Welt, die aber im Mai 1842 dem großen Brand von Hamburg zum Opfer fiel.
Seine Söhne Peter Paul Lübeck (1680–1732) und Vincent Lübeck Junior (1684–1755), die er auch im Orgelspiel unterrichtete, wurden ebenfalls Komponisten, erreichten aber nicht den Ruhm des Vaters. Zu seinen bedeutendsten Schülern gehören Christian Heinrich Postel und Michael Johann Friedrich Wiedeburg. Bei einem Besuch in Hamburg hörte Johann Sebastian Bach sowohl Lübecks als auch Johann Adam Reinckens Orgelspiel. Der Einfluss beider auf Bachs frühe Orgelwerke ist gut belegt.
Lübeck blieb, im Alter von seinen Söhnen unterstützt, bis zu seinem Tod Organist in St. Nikolai.
Der am 21. August 1987 entdeckte Asteroid (5108) Lübeck trägt seit Mai 1992 seinen Namen.

## Werke (Auswahl)

### Vokalmusik
- Willkommen, süßer Bräutigam (Kantate. 2 Stimmen, 2 Violinen, B. c.)
- Gott wie dein Nahme (Kantate. 3 Stimmen, 3 Instrumente, B. c.)
- Es ist ein grosser Gewinn, wer gottselig ist (Kantate. 4 Stimmen, 2 Violinen, 2 Viole da Gamba, 2 Oboen, Fagott, B. c.; 10.–14. November 1693)
- Ich hab hier wenig guter Tag (Kantate. 4 Stimmen, 2 Violinen, 2 Viole da Gamba, 2 Oboen, Fagott, B. c.; 10.–14. November 1693)
- Ich ruf zu dir, Herr Jesu Christ
- Hilff deinem Volck (Kantate. 4 Stimmen, 2 Violinen, 2 Viole da Gamba, B. c.)
- 14 weitere Kantaten und eine Passion, Titel und/oder Text bekannt (alle verloren)

### Clavierwerke
- Præamb. et Fuga ex Cb V Lübeck, LübWV 6 (Orgel)
- Praamb: ex E#, LübWV 7 (Orgel)
- Præamblum (et Fuga) ex F, LübWV 8 (Orgel)
- Præamblum ex G di Vi Lübeck, LübWV 9 (Orgel)
- Præludium ex C# D. V.L., LübWV 10 (Orgel)
- Præl: dj Vincent Lübeck (ex Db), LübWV 11 (Orgel)
- Præludium ex Gb V. L., LübWV 12 (Orgel)
- Ich ruff zu dir, Herr Jesu Christ à 2 Clav: è ped:, LübWV 13 (Orgel)
- ?, LübWV 14
- Nun Last uns Gott den Herren, LübWV 15 (Orgel)

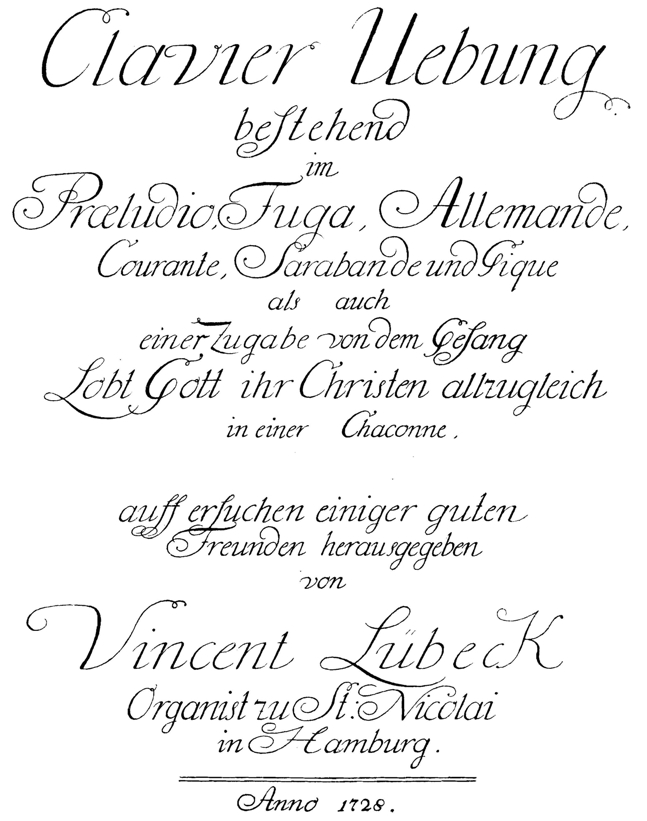
Titelseite der Clavier Uebung

- Clavier Übung bestehend im Praeludio, Fuga, Allemande, Courante, Sarabande und Gigue als auch einer Zugabe von dem Gesang Lobt Gott ihr Christen allzugleich in einer Chaconne (Hamburg, 1728)

- Præludium et Fuga ex A, LübWV 16/1&2 (Klavier)
- Suite ex Gb, LübWV 17 (Klavier)
- Chaconne. Lobt Gott ihr Christen allzugleich ex F, LübWV 18 (Orgel oder Clavier)

- Præludium ex D und Ciaconne ex Db V. L. le Perre, LübWV 19/1&2 (Orgel oder Clavier)
- Chacon ex A cis, LübWV 20 (Clavier)
- Suite ex A, LübWV 21 (Clavier)
- March et Menuet ex F V. L. le Perre, LübWV 22/1&2 (Clavier)
- Ach wir armen Sünder, LübWV deest